# Albert Eulenburg

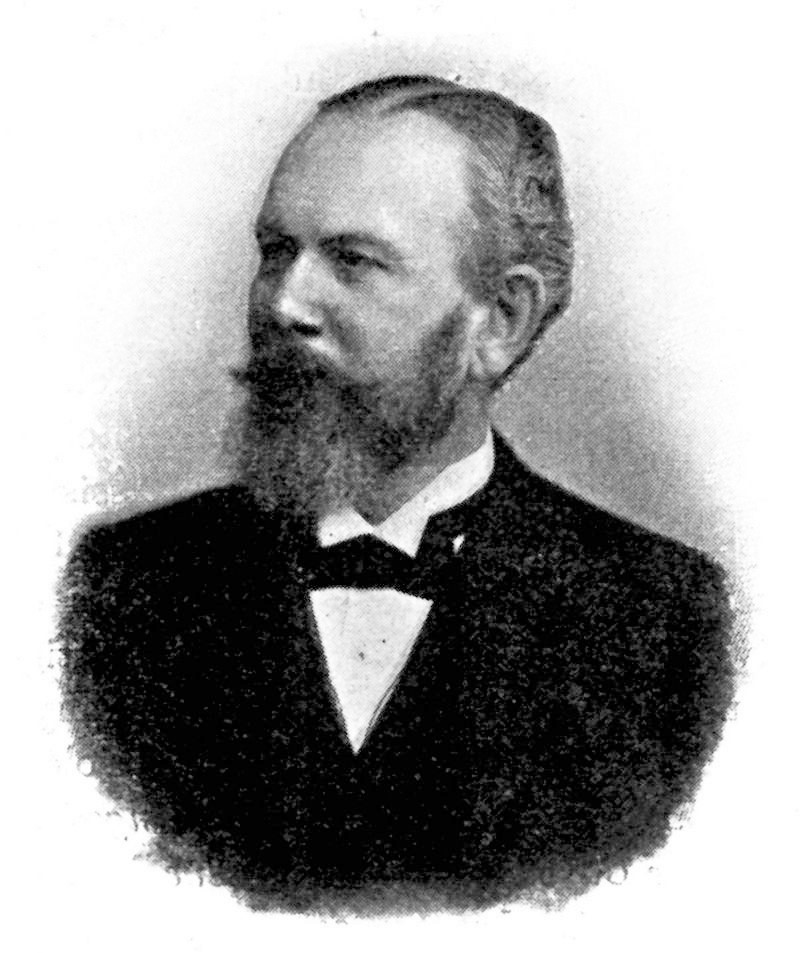
Albert Eulenburg, vor 1902

Albert Siegfried Jacob Eulenburg (* 10. August 1840 in Berlin; † 3. Juli 1917 ebenda) war ein deutscher Arzt und Sexualforscher.

## Leben
Albert Eulenburg wurde als Sohn des jüdischen Arztes Michael Moritz Eulenburg und dessen zweiter Frau Auguste geboren. Sein jüngerer Bruder Ernst wurde später ein bekannter Musikverleger. Nach dem Tod des Großvaters konvertierte die Familie 1847 zum evangelischen Glauben.
Albert Eulenburg besuchte zunächst das Cöllnische Gymnasium und wechselte nach drei Jahren auf das Friedrich-Wilhelms-Gymnasium, wo er 1857 sein Abitur ablegte. Anschließend studierte an der Friedrich-Wilhelms-Universität in Berlin. Zu seinen Lehrern gehörten Emil du Bois-Reymond, Ludwig Traube, Albrecht von Graefe und Rudolf Virchow. Nach Studienaufenthalten in Bonn und Zürich wurde Eulenburg am 31. Mai 1861 mit der Dissertation De argumentis irritabilitatis muscularis recentioribus („Über die neueren Anschauungen über die Reizbarkeit des Muskels“) promoviert. Im selben Jahr wurde eine seiner Arbeiten mit dem Preis der Medizinischen Fakultät in Berlin ausgezeichnet. Seine ärztliche Approbation erhielt er am 14. April 1862. Ab dem 1. Januar 1863 war er als Assistenzarzt in der Chirurgischen Klinik am Universitätskrankenhaus Greifswald bei Heinrich Adolf von Bardeleben, Hugo Ruehle und Hugo von Ziemssen tätig. Am 11. November 1864 habilitierte sich Eulenburg zum Dozenten für Chirurgie. Der Titel seiner Habilitationsschrift lautete De therapeutica coxalgiae historia („Über die Geschichte der Behandlung des Hüftschmerzes“). Er hielt 1865 an der Universität Greifswald Vorlesungen über Gelenkkrankheiten und bekam einen Lehrauftrag für Geschichte der Medizin. Am 1. April 1866 beendete er seine Assistenzzeit in Greifswald und kehrte nach Berlin zurück.
Am Deutschen Krieg von 1866 nahm Eulenburg als Arzt teil. Am 22. Dezember 1866 habilitierte er sich an der Medizinischen Fakultät der Berliner Universität mit der Arbeit De nervorum motus inhibentium affectibus („Über die Aktivität der Nerven, die Gemütsbewegungen zu beherrschen“) für Pathologie und Therapie. Er arbeitete als Assistenzarzt an der Universitätspoliklinik und war stark beeinflusst von deren Leiter, dem Nervenarzt Wilhelm Griesinger und mit Paul Guttmann dessen Assistent. Im Deutsch-Französischen Krieg 1870/71 diente Eulenburg als Stabsarzt des 9. Armeekorps und nahm an der Belagerung von Metz und den Kämpfen um Orléans teil. Aus dem Krieg zurückgekehrt wurde er aufgrund einer – so Eulenburg in seinen Erinnerungen an Guttmann – „bösartigen Intrige“ gemeinsam mit Paul Guttmann an der Universität entlassen, was nach Eulenburg ihrer beider Karriere beinahe zerstörte. Seit 1869 war nicht mehr Wilhelm Griesinger der Leiter der Psychiatrie an der Charité, da dieser schwer erkrankt war und 1868 verstarb, sondern Carl Westphal. Zwischen Westphal und Griesinger hatte es zuvor Spannungen gegeben. Griesinger wollte ihn nicht als Nachfolger, sondern jüngere Kräfte, und deshalb wegloben. Westphal hatte aber im Verwaltungsdirektor der Charité, der sein Onkel war, einen wichtigen Fürsprecher. Eulenburg und Guttmann wandten sich an den zuständigen Staatssekretär Hermann Lehnert im preußischen Kultusministerium, der einsah (so Eulenburg), getäuscht worden zu sein, und sie als Geste des Ausgleichs noch vor seinem Ableben 1871 zu Examinatoren der medizinischen Staatsprüfung machte.
Eulenburg und Guttmann gründeten daraufhin eine Privatklinik für Innere Medizin. 1874 berief ihn die Universität Greifswald zum ordentlichen Professor der Pharmakologie. Eulenburg gab die Stelle 1882 auf und kehrte als Privatdozent nach Berlin zurück. Gleichzeitig führte er eine Privatpraxis für Nervenkrankheiten. Ab 1896 trug er den Titel Geheimer Medizinalrat. Am 7. Mai 1900 wurde er zum außerordentlichen Professor ernannt. Zum 50. Jubiläum seiner Promotion wurde ihm 1911 der Kronenorden dritter Klasse verliehen.
Albert Eulenburg starb 1917 im Alter von 76 Jahren in Berlin und wurde auf dem Alten St.-Matthäus-Kirchhof in Schöneberg beigesetzt. Im Zuge der von den Nationalsozialisten durchgeführten Einebnungen auf dem Friedhof 1938/1939 wurden Eulenburgs sterbliche Überreste auf den Südwestkirchhof Stahnsdorf bei Berlin umgebettet.

## Werk
Eulenburg publizierte eine Reihe bedeutender Arbeiten auf dem Gebiet der Physiologie der Nervenkrankheiten und der ärztlichen Sexualwissenschaft, als deren Mitbegründer er gilt. Sein zusammen mit Paul Guttmann herausgegebenes Werk Die Pathologie des Sympathicus auf physiologischer Grundlage gewann 1877 den Astley-Cooper-Preis. Wegen eines Formfehlers (zwei Autoren) wurde das Preisgeld aber niemals ausgezahlt.
Die von Eulenburg herausgegebene Real-Encyclopädie der gesammten Heilkunde – die erste Auflage erschien ab 1880 und die 3. Auflage erschien zwischen 1894 und 1901 in 26 Bänden – gilt als eines der medizinischen Standardwerke seiner Zeit und gibt heute noch Aufschluss über den Stand der damaligen Medizin.
Eulenburg war zudem Erstbeschreiber einer seltenen angeborenen Muskelerkrankung. Sein Name ist als Eponym mit dieser Erkrankung verbunden (Paramyotonia congenita Eulenburg).
Wissenschaftlich beschäftigte sich Eulenburg unter anderem, teilweise unter Bezug auf Richard von Krafft-Ebing, mit den Themen Sadismus und Masochismus.
1913 gründete Eulenburg gemeinsam mit Magnus Hirschfeld und Iwan Bloch die Ärztliche Gesellschaft für Sexualwissenschaft und Eugenik und wurde deren erster Präsident. Seit 1914 gab er zusammen mit Iwan Bloch die Zeitschrift für Sexualwissenschaft neu heraus. Eine Zeitschrift dieses Namens war bereits im Jahr 1908 von Magnus Hirschfeld publiziert worden, zunächst allerdings nur mit 12 Ausgaben erschienen und dann in der Zeitschrift Sexual-Probleme des Arztes und Sexualforschers Max Marcuse aufgegangen.

## Familiäres
Albert Eulenburg war dreimal verheiratet. Seine erste Ehe schloss er am 10. Dezember 1871 mit Maria Elsa Marx, der Tochter des Musikwissenschaftlers und Komponisten Bernhard Marx (1795–1866). Der gemeinsame Sohn nahm sich in jungen Jahren das Leben. Eulenburgs zweite Ehefrau entstammte dem Berliner jüdischen Großbürgertum und war die Schwester des Ägyptologen Georg Ebers. Nach der Scheidung ging Eulenburg am 8. Juli 1886 die Ehe mit der Wienerin Maria Niebauer (1834 oder 1835–1911) ein.

## Schriften (Auswahl)
- Die Pathologie des Sympathicus auf physiologischer Grundlage (mit Paul Guttmann). Verlag August Hirschwald, Berlin 1873
- Lehrbuch der Nervenkrankheiten, Berlin
  - 1. Theil, 2. völlig umgearbeitete und erweiterte Auflage, Verlag von August Hirschwald, Berlin 1878, Digitalisat
- als Herausgeber: Real-Encyclopädie der gesammten Heilkunde. Verlag Urban & Schwarzenberg, Berlin / Wien / Leipzig
  - 1. Auflage, 15 Bände, 1880–1883
  - 2. Auflage, 22 Bände, 1885–1893, und neun Encyclopädische Jahrbücher der gesammten Heilkunde, Bände 23–31, 1891–1900 außer 1898
  - 3. Auflage, 26 Bände, 1894–1901, und neun Encyclopädische Jahrbücher der gesammten Heilkunde (Neue Folge), Bände 27–35, 1903–1911
  - 4. Auflage, 15 Bände, 1907–1914, und neun Ergänzungsbände 1920–1926
- Über eine familiäre, durch sechs Generationen verfolgbare Form congenitaler Paramyotonie. In: Neurologisches Centralblatt. Band 12, 1886, S. 265–272
- Sexuale Neuropathie. Genitale Neurosen und Neuropsychosen der Männer und Frauen. Vogel, Leipzig 1895
- Der Marquis de Sade. Vortrag, gehalten im Psychologischen Verein in Berlin. H. R. Dohrn, Dresden 1901 (zuerst in: Zukunft. 25. März 1899)
- Iwan Bloch: Beiträge zur Aetiologie der Psychopathia sexualis. 2 Teile. Vorrede von Albert Eulenburg. H. R. Dohrn, Dresden 1902; Reprint Kessinger Publishing, Whitefish (Montana) 2010. ISBN 978-1-160-04450-9
- Sadismus und Masochismus. J. F. Bergmann, Wiesbaden 1902 (= Grenzfragen des Nerven- und Seelenlebens, Band 19)
- Kinder- und Jugendselbstmorde. Marhold, Halle (Saale) 1914 (= Sammlung zwangloser Abhandlungen aus dem Gebiete der Nerven- und Geisteskrankheiten, 10.6)
- Moralität und Sexualität. Sexualethische Streifzüge im Gebiete der neueren Philosophie und Ethik. Marcus & Weber, Bonn 1916